# Abe no Nakamaro
Abe no Nakamaro (阿倍仲麻呂 o 阿倍仲麿?   698 - 770) fue un erudito, burócrata y poeta japonés que vivió en la era Nara. Vivió la mayor parte de su vida en la China de la dinastía Tang, donde viajó en 717 y permaneció en ese país hasta su muerte. Su nombre chino fue Zhao Heng (晁衡).

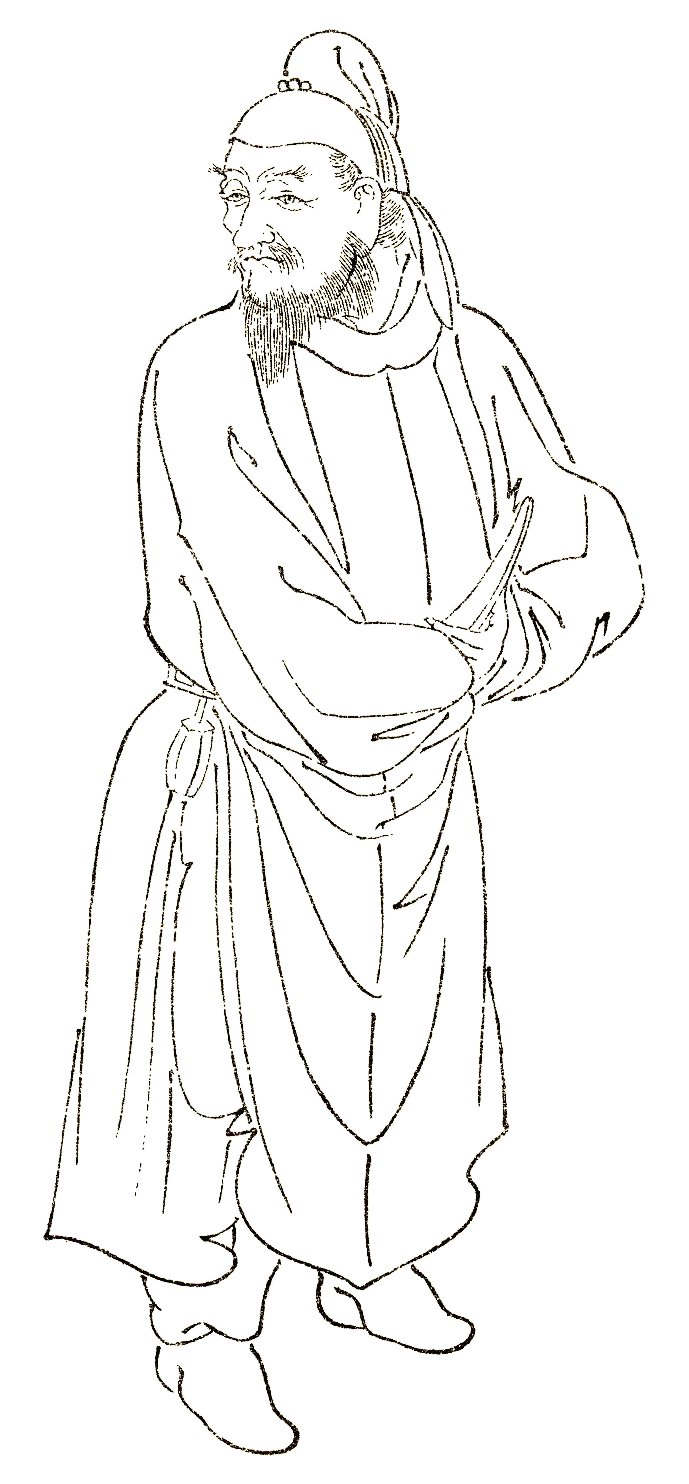
Abe no Nakamaro, por Kikuchi Yosai.

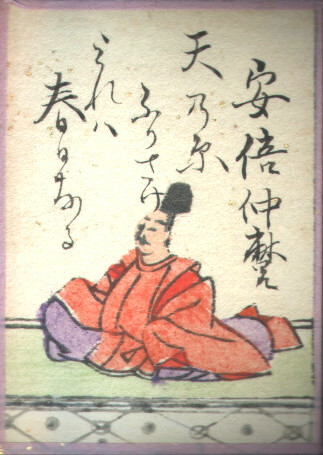
Abe no Nakamaro, en el Hyakunin Isshu.

Fue descendiente del príncipe Hikofutsuoshi no Makoto no Mikoto, hijo del Emperador Kōgen; y primer hijo de Abe no Funamori. De joven se le admiró por tener habilidades académicas sobresalientes, y en 717 se le designó el comando de la octava embajada imperial japonesa a China a la capital imperial Tang de Chang'an con el fin de realizar diversas investigaciones culturales. Hizo estudios con Kibi no Makibi y el monje budista Genbō, también aplicó y aprobó el sistema de examen imperial chino.
Hacia 725 ocupó un cargo administrativo en Luoyang y fue promovido en 728 y 731. Fue amigo cercano de los poetas chinos Li Bai, Wang Wei, entre otros más. Hacia 733 recibe a Tajihi no Hironari quien comandaría la misión diplomática y haría el reemplazo a Nakamaro. En 734 pretendía volver a Japón pero el barco que lo llevaría de regreso naufragó antes de llegar a China, por lo que debió permanecer en el país por varios años más. En 752 llegó a China una misión comandada por Fujiwara no Kiyokawa y aprovechó que los navíos regresarían a Japón, pero el barco en que viajaba naufragó y encalló en las costas de Vietnam (que en esa época formaba parte del Imperio Tang), y logró regresar a Chang'an en 755.  
Durante ese año estaba iniciándose la rebelión de An Lushan y era inseguro el regreso de Nakamaro a Japón. Para este momento él abandonó sus esperanzas de volver a su país natal y decidió retomar varios cargos gubernamentales y poco después fue nombrado Gobernador General de Annam entre 761 y 767, residiendo en Hanói. Luego regresó a Chang'an y estaba planeando su regreso a Japón cuando falleció en 770.
Como poeta, se destaca un waka en donde expresa el sentimiento de recordación con su tierra natal. Uno de sus poemas fue incluido en la antología Hyakunin Isshu y otro en el Kokin Wakashū.